# Лейва, Ерко
Е́рко Бастиа́н Ле́йва Ла́со (исп. Yerko Bastián Leiva Lazo; 14 июня 1998 года, Сантьяго, Чили) — чилийский футболист, играющий на позиции полузащитника. Ныне выступает за чилийский клуб «Универсидад де Чили».

## Клубная карьера
Воспитанник клуба из Сантьяго. С 2016 года тренируется с основной командой. 24 апреля 2016 года дебютировал в чилийской Примере в поединке против «О’Хиггинса», выйдя на замену на 77-й минуте вместо Матиаса Корухо и отличившись спустя десять минут.

## Карьера в сборной
В составе сборной Чили принимал участие в чемпионате мира по футболу среди юношеских команд 2015 года, провёл на турнире все четыре встречи.